# Planine (televizijska emisija)
Planine je hrvatska dokumentarna televizijska emisija o hrvatskim planinama. Svaka epizoda fokusira se na drugačiju planinu i domaćina, pri čemu se tematizira transformativni utjecaj planinarenja na pojedince i njihovu percepciju života.
Emisija se premijerno počela prikazivat 4. listopada 2023. na Prvom programu Hrvatske radiotelevizije. Druga sezona je započela 2. listopada 2024.

## Epizode
| Sezona | Sezona           | Epizode          | Epizode          | Originalno emitiranje | Originalno emitiranje |
| Sezona | Sezona           | Epizode          | Epizode          | Premijera             | Finale                |
| ------ | ---------------- | ---------------- | ---------------- | --------------------- | --------------------- |
|        | 1.               | 6                | 6                | 4. listopada 2023.    | 8. studenoga 2023.    |
|        | 2.               | 6                | 6                | 2. listopada 2024.    | 6. studenoga 2024.    |
|        | Božićni specijal | Božićni specijal | Božićni specijal | 24. prosinca 2024.    | 24. prosinca 2024.    |

### Prva sezona (2023.)
| Br. u seriji | Br. u sezoni | Naslov                        | Prikazivanje        |
| ------------ | ------------ | ----------------------------- | ------------------- |
| 1.           | 1.           | "Velebit - Premužićeva staza" | 4. listopada 2023.  |
| 2.           | 2.           | "Učka"                        | 11. listopada 2023. |
| 3.           | 3.           | "Mosor"                       | 18. listopada 2023. |
| 4.           | 4.           | "Dinara"                      | 25. listopada 2023. |
| 5.           | 5.           | "Cres - Lošinj"               | 1. studenoga 2023.  |
| 6.           | 6.           | "Risnjak"                     | 8. studenoga 2023.  |

### Druga sezona (2024.)
| 7.                                            | 1. | "Bjelolasica i Bijele stijene" | 2. listopada 2024.  |
| Gost emisije je glumac Janko Popović Volarić. |    |                                |                     |
| 8.                                            | 2. | "Južni Velebit"                | 9. listopada 2024.  |
| 9.                                            | 3. | "Grobničke Alpe"               | 16. listopada 2024. |
| 10.                                           | 4. | "Žumberačko gorje"             | 23. listopada 2024. |
| 11.                                           | 5. | "Vidova gora"                  | 30. listopada 2024. |
| 12.                                           | 6. | "Biokovo"                      | 6. studenoga 2024.  |
| Gost emisije je glumac Vedran Mlikota.        |    |                                |                     |

### Božićni specijal(2024.)
| – | – | "Bijeli Božić" | 24. prosinca 2024. |
| Glumica i voditeljica Doris Pinčić Guberović, glumac Janko Volarić Popović, novinar Milan Majerović Stilinović, te kantautor Dražen Turina Šajeta okupili su se u seocu Hlevce kraj Ravne Gore te za svoje prijatelje organizirali blagdansku večer. |   |                |                    |

## Vanjske poveznice
- Službena stranica